# 코코아 가루

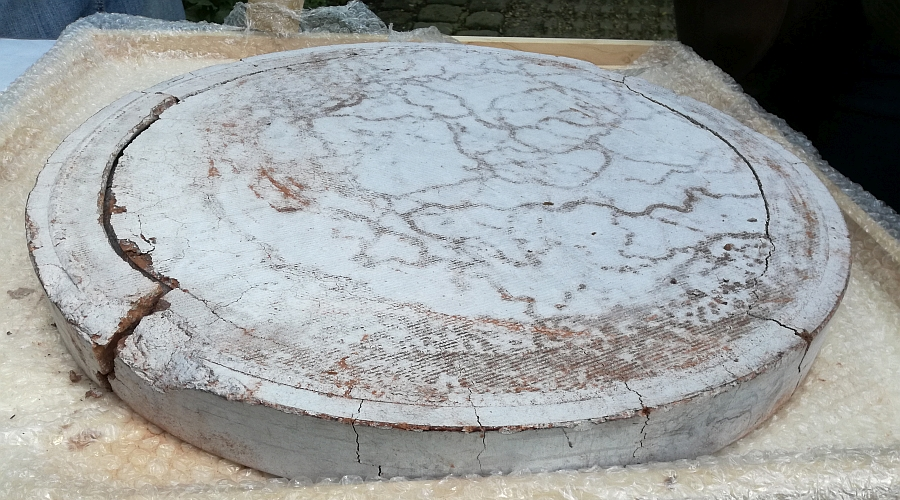
카카오 버터 추출후 남은 카카오 케이크

코코아 가루는 카카오를 통해 만들어진 가루의 통칭이다. 코코아 가루는 두 가지로 나뉘며 하나는 건조 코코아 고형분으로 카카오빈를 볶고 분쇄하여 액체 상태로 만든 카카오매스에서 지방 성분인 카카오 버터를 추출한후 남은 성분이며, 코코아 파우더는 이를 고체의 분말 형태로 만든 것이다. 가공되지 않은 코코아 파우더는 쓴맛과 산성을 띄며, 가공 코코아 파우더는 산을 중화시키기 위해 알칼리 처리를 한다.
코코아 가루는 플라바놀이 함유되어 있으며, 산을 감소시키는 알칼리화를 거치면 그 양이 감소된다.

## 특성

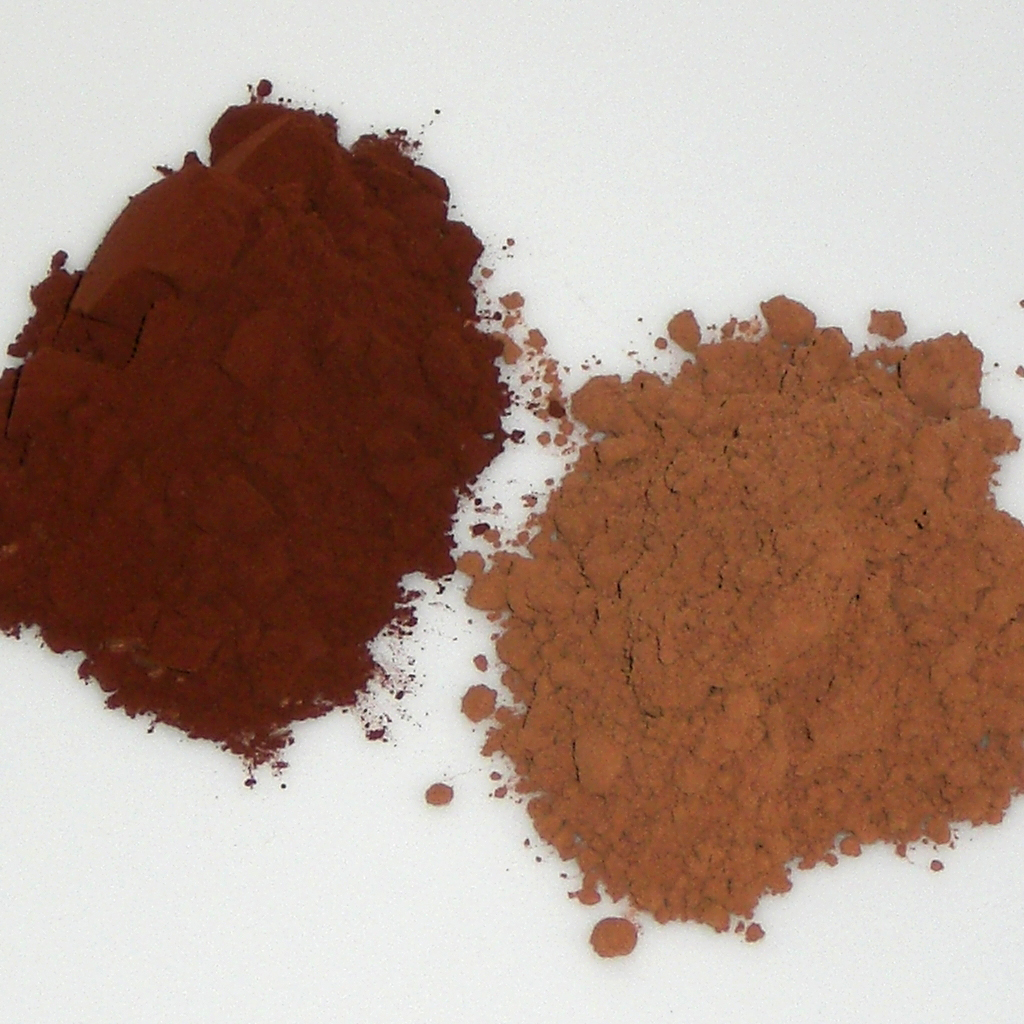
알칼리화 가공후의 코코아 가루(왼쪽)과 가공전 코코아 가루(오른쪽)

천연 코코아 가루는 옅은 갈색이고 추출 가능한 pH는 5.3에서 5.8이다. 가공된 코코아 가루은 갈색빛의 붉은색에서 거의 검은색에 이르는 어두운 색을 띠며, pH는 6.8에서 8.1까지이다. 알칼리화 공정은 쓴맛을 줄이고 용해도를 개선하며, 이는 음료 제품 용도에 매우 중요하다. 이러한 모든 pH 값은 식품 사용에 안전한 것으로 간주된다.

## 영양
코코아 가루은 칼슘, 구리, 마그네슘, 인, 포타슘, 소듐, 아연을 포함한 여러 미네랄을 함유하고 있다. 이 모든 미네랄은 코코아 버터나 초콜릿 리쿼보다 더 많은 양으로 발견된다. 코코아 가루은 100g당 약 230mg의 카페인과 2.057g의 테오브로민을 함유하고 있는데, 이 테오브로민은 대부분 코코아 콩의 다른 성분에는 들어있지 않다. 코코아 가루은 클로바미드(N-caffeoyl-L-DOPA)도 함유하고 있다.

### 플라보노이드
코코아 가루는 폴리페놀의 일부인 플라보노이드가 풍부하다. 플라보노이드의 양은 코코아 가루에 대한 처리와 제조의 양에 따라 달라진다. 더치 프로세스로도 알려진 알칼리화는 플라보노이드의 함량을 상당히 감소시킨다.

## 안전 문제

### 카드뮴 함량
코코아 가루가 코코아 생산 국가의 일부 지역 토양에서 자연적으로 발견되는 유독성 중금속인 카드뮴이 함유될 가능성이 있다. 유럽연합은 코코아 가루의 카드뮴에 대해 코코아 가루 1g당 0.6µg, 건조 코코아 고형분 함량이 50% 이상인 초콜릿의 경우 1g당 0.8µg의 한도를 부과했다(2019년 1월 1일 기준). 캐나다에서, 자연 건강 제품의 일일 1회 제공량으로 개인 150 파운드 (68 kg) 기준 6µg 이하의 카드뮴과 개인 75 lb (34 kg) 기준 3µg 이하의 카드뮴을 포함해야 한다. 미국 정부가 식품이나 건강용품에 카드뮴에 대한 한도를 정하지 않은 가운데, 캘리포니아주는 일일 최대 허용 경구 카드뮴 노출량 4.1µg을 설정하고 일일 1회 제공량에 이 이상을 초과하는 제품이 포함된 제품에는 라벨에 경고문을 부착하도록 하고 있다. 한 독립 소비자 시험소의 조사 결과, 시험용으로 선택된 시중에서 구할 수 있는 코코아 가루와 닙 9개 중 7개가 1g당 0.3µg 이상의 카드뮴을 함유하고 있는 것으로 나타났다. 이 제품들 중 5개가 제안된 EU 제한치인 1g당 0.6µg을 초과했다.

## 같이 보기
- 초콜릿
- 핫초콜릿